# Енн Карсон
Енн Карсон (англ. Anne Carson; нар. 21 червня 1950, Торонто) — канадська поетеса, есеїстка, перекладачка і професор класики, літературний критик. Кілька років проживала у Монреалі й викладала в Університеті Макгілла, в Мічиганському університеті та в Принстонському університеті (з 1980 по 1987 рік). Стипендіатка Ґуґґенгайма 1998 року, а у 2000 році — отримувачка стипендії Мак-Артура. Лауреатка Літературної премії Ланнана.

## Життєпис
У середній школі познайомилася зі світом та мовою Стародавньої Греції від викладача латини, в якого навчалась приватно. Вступивши у коледж Сент-Майкла в Університеті Торонто, двічі покидала навчання: наприкінці першого та другого курсу. Незадоволена навчальними обмеженнями (особливо необхідним курсом вивчення Мілтона), ненадовго перейшла у сферу графічного мистецтва. Зрештою повернулася до університету в Торонто, де закінчила бакалаврат у 1974 році, магістратуру в 1975 році та здобула ступінь доктора наук в 1981 р. Також вона провела рік, вивчаючи грецьку метрику та грецьку текстову критику в Університеті Сент-Ендрюса.

## Кар'єра
Карсон є професоркою класики, галузями її наукових інтересів є класичні мови, порівняльне літературознавство, антропологія, історія та комерційне мистецтво; у своїх працях вона поєднує ідеї та теми з багатьох галузей. На неї вплинули давньогрецька література, Сапфо, Сімона Вейль, Гомер, Вірджинія Вулф, Емілі Бронте та Фукідід. Вона часто посилається, модернізує та перекладає давньогрецьку літературу. Станом на 2016 рік опублікувала двадцять книг, більшість з яких поєднує форми поезії, есе, прозу, критику, переклад, драматичний діалог, художню та нехудожню літературу.
Карсон була стипендіаткою Анні-Марії Келлен в Американській академії в Берліні (осінь 2007 року). Нью-йоркська театральна компанія The Classic Stage Company поставила вистави за трьома перекладами Карсон: «Агамемнон» Есхіла; «Електру» Софокла та «Ореста» Евріпіда (під назвою «Орестея»), що були в репертуарі театру в сезоні 2008/2009. З 2010 по 2016 рік Карсон була вільною професоркою (Professor-at-Large) Ендрю Діксона в Університеті Корнелла. Має звання визначної поетки-резидентки в Нью-Йоркському університеті та входила в журі поетичної премії Гріффіна 2010 року.
У 2014 оці отримала поетичну премію Гріффіна за збірку Red Doc> і визнана видатною поетесою 21 століття.

## Вибрані нагороди та відзнаки
- 1996 — Літературна премія Ланнана[en]
- 1997 — Премія Пушкарта[en]
- 1998 — Стипендія Гуггенхайма
- 2000 — Стипендія Мак-Артура
- 2001 — Поетична премія Гріффіна[en]
- 2001 — Премія Т. С. Еліота
- 2010 — Премія ПЕН за поезію в перекладі[en]
- 2012 — Почесний ступінь університету Торонто
- 2014 — шорт-лист премії Фоліо[en][13][14]
- 2014 — Поетична премія Гріффіна
- 2018 — Стипендія Інги Марен Отто від The Watermill Center[en][15]